# ティップー・ティプ

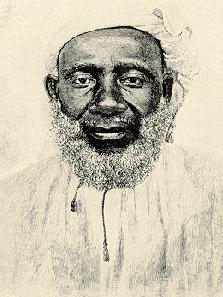
ティップー・ティプ

ティップー・ティプ（Tippu Tip あるいはティップー・ティブ、1837年 - 1905年6月14日）、本名ハマド・イブン・ムハンマド・イブン・ジュマ・イブン・ラジャブ・イブン・ムハンマド・イブン・サイード・アル・ムルジャビー (アラビア語: حمد بن محمد بن جمعة بن رجب بن محمد بن سعيد المرجبي, ラテン文字転写: Ḥamad ibn Muḥammad ibn Jumʿah ibn Rajab ibn Muḥammad ibn Saʿīd al Murjabī) はザンジバル出身のアラブ系スワヒリ商人。奴隷や象牙を扱う商人としてのちのザイール（現コンゴ民主共和国）東部まで勢力を広げ「ウテテラのスルタン」を自称し、内陸部でのスワヒリ圏の拡大に大きく関与した。

## 生涯
祖父の代からのスワヒリ人商人の父と支配階層であったオマーン移民のアラブ人の母の子として生まれ、父方の祖母もダルエスサラームの有力者と黒人の娘であった。
20歳を過ぎると、インド商人から資本を借り、ビーズや綿布を大陸内部に捌くためのポーターを差配する事業を行っていた。そして奴隷商人であった父親の人脈を利用し、数百名規模の隊商を組織するようになった。
1860年代、キャラバンを組織し、ザンビア北部と武力交渉をし、象牙を奪うなどするようになった。このキャラバンにおいて、彼は1867年に探検家で宣教師であるデヴィッド・リヴィングストンと出会った。リヴィングストンは荷物をなくし、食料も切らしていたのでティプに助けを求めてきたので、ティプは援助を惜しまなかった。
1870年代以降、長距離交易路の要所に拠点を布いたティプは支配圏をタンガニーカ湖西南部一帯（現コンゴ民主共和国東部）に広げることに成功した。　1876年にはヘンリー・モートン・スタンリーの「探検」を先導するなど、欧米人探検家を支援したために欧米人に広く知られることとなった。1877年にスタンリー滝の統治者となることを約束され、1880年代には後のコンゴ東部州からマニエマ州一帯を影響下に治め1884年にはウテテラのスルタンの地位を認めさせようと試みた。ベルリン会議で「コンゴ」のレオポルド2世への帰属が決められると1893年にはザンジバルに戻り、丁字の農場主として過ごした。ティプは自伝『ウテテラのスルタン』をスワヒリ語のアラビア文字綴りで著し、ドイツ人ハインリッヒ・ブローデによりドイツ語に訳され、更に1907年にはそれが英訳された。ブローデによればティプはマラリアで没した。